# Ford V 3000
Le Ford V-3000 - B-3000 est une série de camions militaire et civil de la classe 3 tonnes construits par la filiale allemande Ford-Werke AG dans l'usine de Cologne-Niehl pendant la Seconde Guerre mondiale. La version civile "B-3000" avec moteur à essence ou équipé d'un gazogène a été commercialisée à partir de 1941. Après la fin de la guerre, la production a repris le 4 mai 1945 et les modèles "V-3000-S" et "B-3000" ont été renommés "Ford V8". 

## Histoire
Ford-Werke Aktiengesellschaft construisait, à Cologne, des véhicules utilitaires depuis son inauguration le 4 mai 1931. Le développement de la production de camions à Cologne a conduit au lancement du V8-51 de 3 tonnes en 1936, d'une cylindrée de 3,6 l développant une puissance de 90 ch (66 kW). Pour en garantir la maintenance, la même année, Ford a développé le système d'échange de moteurs où les moteurs défectueux étaient remplacés par de nouveaux, réduisant les temps d'arrêt mais obligeant les véhicules à avoir de grands capots pour faciliter l'échange. 
Afin de réduire le nombre de types de camions, comme l'avait fait l'Italie en juillet 1937, la Wehrmacht a imposé le plan Schell (de) pour standardiser la production de camions dans le Reich allemand à partir du 1er janvier 1940. L'objectif était d'utiliser plus efficacement les ressources de guerre grâce à la standardisation des composants pour simplifier les approvisionnements et les réparations, en particulier pour les matériels des troupes au front. Le résultat a été le camion standard de 3 tonnes.
Même après que l'Allemagne ait déclaré la guerre aux États-Unis en décembre 1941, Ford-Werke AG a poursuivi la production du camion. En 1942, la production du Ford 77-81 (" Barrel-Nose-Truck ") a dû être abandonnée en raison d'un manque de pièces provenant des États-Unis.

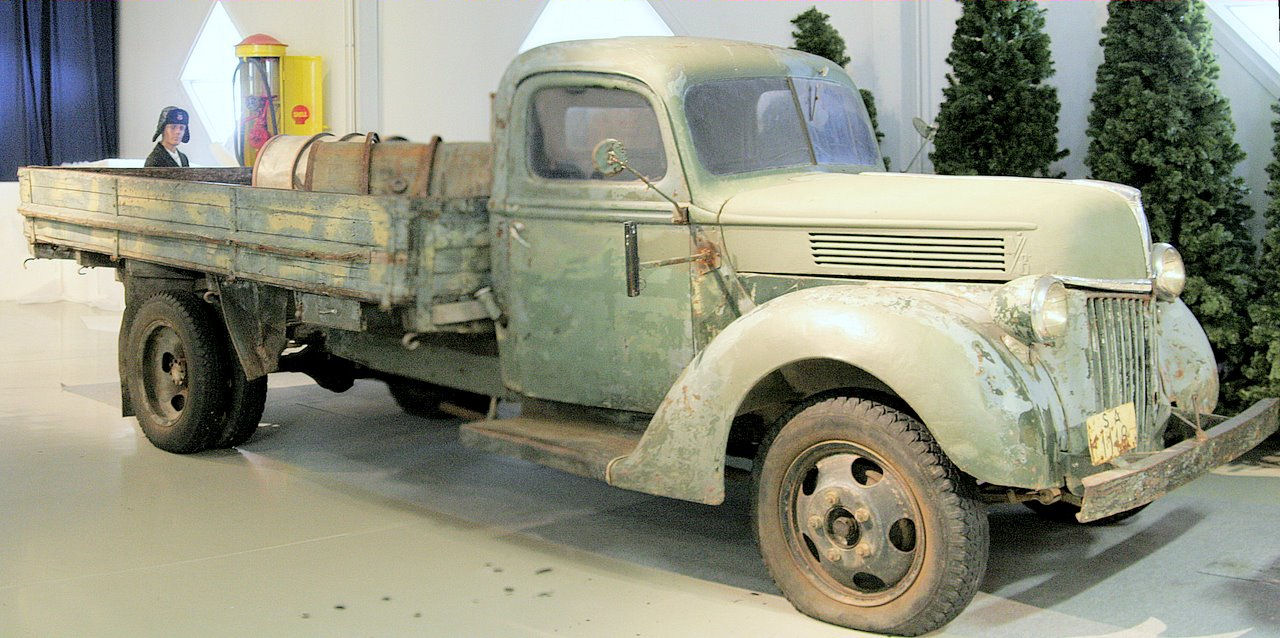
Camion Ford 099T V8

C'est ainsi que Ford s'est vu imposer la construction d'un camion de 3 tonnes de charge utile, connu sous la dénomination "B/V-3000", clone du V8 américain, dont les codes types utilisés par la Wehrmacht étaient :
- G987T : 1939-1941 - moteur essence V8 3,6 litres soupapes latérales  75 à 90 ch - 19.158 exemplaires (modèles G987T & G997T cumulés),
- G917T : 1939-1941 - moteur essence V8 3,9 litres soupapes latérales 95 ch - 6.041 ex,
- G997T : 1941-1942 - moteur essence 4 cylindres 3,2 litres type BB 52 ch,
- G987TG : 1939-1941 - moteur essence 4 cylindres 3,2 litres type BB, version civile avec gazogène.

Ces camions étaient fondamentalement identiques aux modèles américains et anglais «barrel nose» (camion à nez de baril) de 1938. Le Fordson 88, identique mais avec la conduite à droite, a été produit par Ford Britain, Matford en France et Ford-Vairogs (de) en Lettonie. Les caractéristiques de la version allemande étaient le pare-brise non divisé et la calandre avec une seule baguette centrale verticale.
La désignation du type est composée comme suit :
- 1er caractère : G - Germany (Allemagne)
- 2e caractère : 9 - année modèle 1939
- 3e caractère : code moteur 1 pour 3,6 litres, 9 pour 3,9 litres et 8 pour 3,2 litres
- 4e caractère : 7 - numéro du modèle
- 5e caractère : T - Truck (Camion)
- 6e caractère (si nécessaire) : G - Gazogène / W - version 4x4

## Production
Pour soutenir l'effort de guerre nazi, à partir du milieu d'année 1942, la fabrication de voitures particulières a été très ralentie jusqu'à être stoppée. Seuls les camions militaires et quelques rares civils ont été produits dans l'usine Ford de Cologne-Niehl. L'usine ayant peu été touchée par les raids aériens alliés sur Cologne pendant la Seconde Guerre mondiale, la production a pu continuer. Ce n'est qu'en octobre 1944 que l'usine et les logements ouvriers ont été touchés à deux reprises par les bombardements alliés qui ont entraîné un arrêt temporaire de la production jusqu'au 16 novembre 1944. Cependant, dès août 1944, une grande partie de la production avait été délocalisée sur la rive droite du Rhin. Lors de l'invasion des forces américaines, l'usine a été bombardée par l'artillerie allemande. La production a repris normalement à partir du 4 mai 1945, sous contrôle allié.

## Variantes
Malgré l'imposition d'une standardisation la plus large possible, la Wehrmacht a obligé Ford a construire quatre types différents de véhicules dans la classe 3 tonnes à partir de 1941.
La carrosserie et la superstructure des camions standard ont été constamment simplifiées au fur et à mesure que les matières premières se raréfiaient. Plus tard dans la guerre, des ailes plus plates et enfin les «cabines de conduite uniformes» en bois ont été utilisées.

### Ford V-3000 S[2]
À partir de 1941, le camion de 3 tonnes V-3000 S a été fabriqué comme modèle standard. Pour la Wehrmacht, il était référencé type Ford G198TS, équipé d'un moteur Ford V8 de 3,9 litres développant 95 ch et l'empattement standard de 4.013 mm.
À partir de 1943, la cabine a été modifiée avec une rehausse de la calandre pour les nouvelles versions du V-3000 S : les G388TS (moteur 3,2 L développant 50 ch) et G398TS (3,9 L/95 ch). Il a ensuite reçu les modifications imposées par la Wehrmacht pour économiser les matières premières comme des phares plus petits et des ailes simplifiées. Ensuite, la cabine standard a été construite avec une grosse économie de métal, souvent remplacée par une cabine en bois. 
Ce camion apparait sur des photos de prises en mai 1945 après la bataille de Berlin avec l’ insigne régimentaire de la division Nordland. 

### Ford V-3000 S/SSM "Maultier"[3]

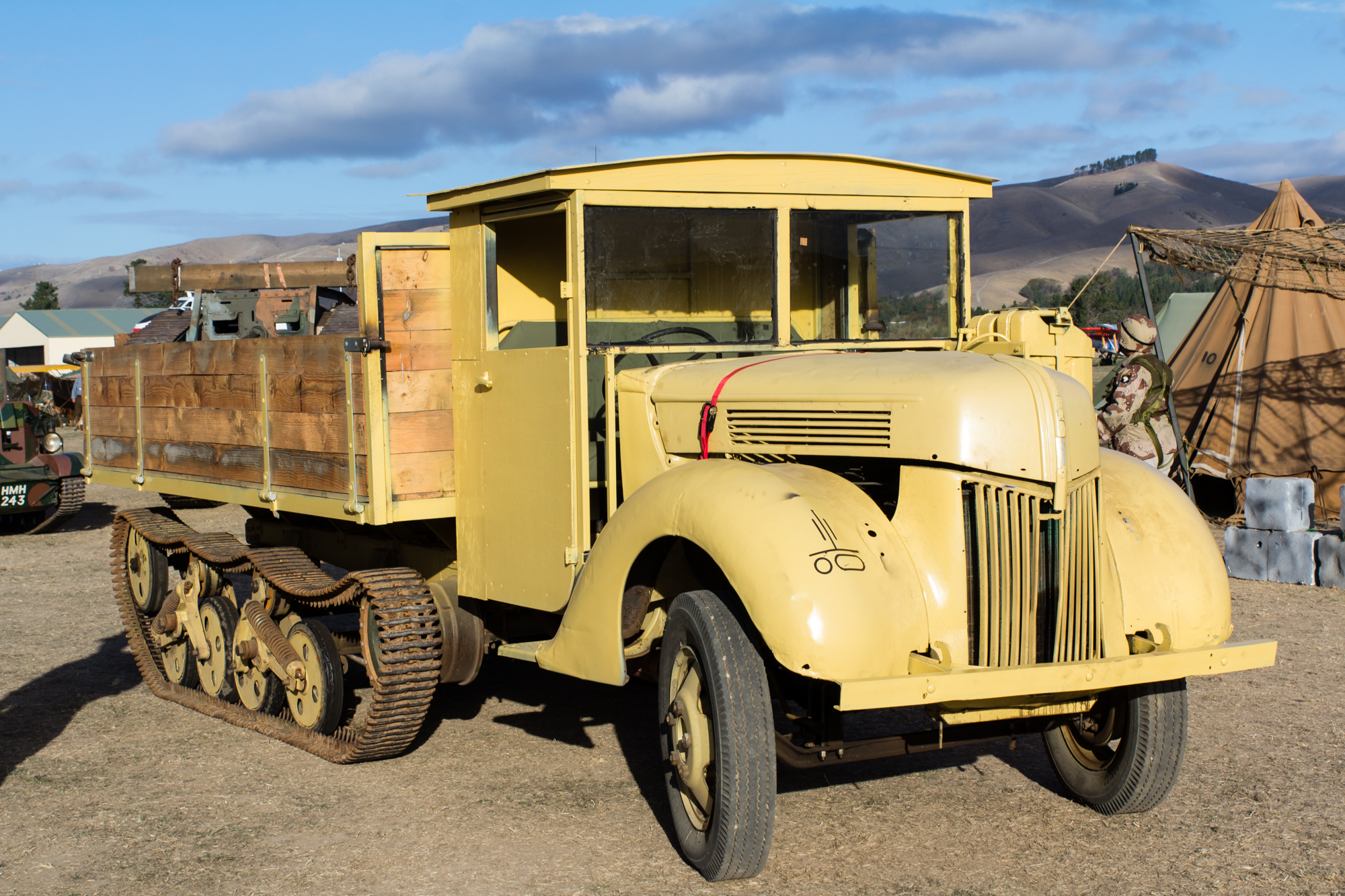
Halftrack Ford V-3000 S/SS

Au fur et à mesure que la guerre progressait, la Wehrmacht réclamait toujours plus de véhicules semi-chenillés, surtout après le début de l'invasion de la Russie en juin 1941. L'état des routes soviétiques et les conditions climatiques très rudes, boue, neige et gel produisant la raspoutitsa, bloquaient souvent les camions, embourbés et incapables de poursuivre leur route. Le "Maultier" (mulet) est né d'une improvisation sur le terrain. Durant l'hiver 1941/42, une unité de la Waffen-SS a équipé un camion Ford de trois tonnes de la transmission par chaîne Carden-Lloyd d'un Bren Universal Carrier (BUC) capturé à l'armée russe. D'autres soldats transformèrent un camion Opel Blitz de 3 tonnes en véhicule semi-chenillé, en remplaçant l'essieu arrière par un train de chenilles de Panzer I. L'idée se révéla bonne et ce type de modification fut alors effectuée en usine par les constructeurs des camions déjà en service dans la Wehrmacht.
Une commande de 25.000 camions halftracks a été lancée auprès des quatre principaux constructeurs allemands : Opel, Ford Werke, Magirus-Deutz et Mercedes-Benz qui ont réalisé :
- l'Opel Blitz 3 tonnes Type 3,6-36S - 4.547 exemplaires,
- le Ford V8 3 tonnes Type G398 TS/V-3000 S/SS - 14.952 ex,
- le Magirus Type S 3000 S/SSM - 1.741 ex,
- le Mercedes-Benz 4,5 tonnes Type L 4500 - 1.208 ex.

C'est ainsi que le camion sur chenilles Ford V-3000 S/SSM "Maultier" (Sd.Kfz.3b), produit en série, a été créé sur la base du Ford V-3000 S. La plupart de ces camions halftracks ont été fabriqués dans l'usine de Cologne (13.492) et 1.000 dans l'usine Ford SAF d'Asnières, en France.
À cause des chenilles, la charge utile était réduite de 3 à 2 tonnes. 

### Ford V-3000 A[4]
Comme il est avéré au cours de la guerre sur le front oriental que les camions conventionnels à propulsion arrière se sont trouvés bloqués à plusieurs reprises lors d'une utilisation hors route et ont dû être récupérés avec des tracteurs, des véhicules à transmission intégrale (4x4) ont été commandés. Le modèle Ford G.198TWA a été produit à 758 exemplaires en 1943 et 1944 avec un moteur essence V8 de 3,9 litres. Ford utilisait pour ces véhicules une cabine à capot court, correspondant à celle du Ford V8 COE américain des années 1939-1940. Étant donné que le W n'est pas inclus dans le code de type Ford, on suppose qu'il s'agit d'une désignation indiquant que le véhicule a été construit pour la Wehrmacht ou, comme chez d'autres constructeurs, indique que c'est un modèle 4x4.

### Ford B.3000[5]
Outre la production de camions militaires pour la Wehrmacht, le marché civil avait toujours besoin de camions, bien qu'en quantité minimale. Ford voulait rester présent auprès de ses clients en produisant une version civile adaptée à cette situation de guerre. C'est ainsi qu'est née en 1941 la variante civile du V-3000 S, le B-3000, équipé d'un moteur quatre cylindres essence de 3,2 litres développant 52 ch (38 kW) avec le code type Ford G.188TD, ou le G.198TS équipé du moteur essence V8 de 3,9 L, 95 ch (70 kW).
Comme le carburant devenait de plus en plus difficile à obtenir au fur et à mesure que la guerre progressait, le B.3000 a été proposé dans une variante à gazogène à bois G188TG.
Au total, ce sont 2.443 exemplaires du B.3000 civil qui ont été fabriqués de 1941 à 1946.

## Camions Ford V-3000 dans le reste du monde
En Grande-Bretagne et les pays du Commonwealth, au Canada et en Australie, le constructeur américain a produit ou assemblé des camions en version 4x2 mais également 6×4 et 6×6 (3 essieux avec traction intégrale Marmon-Herrington (en), avec un pare-brise différent et des phares partiellement intégrés dans les ailes. Cela a conduit à la situation dans laquelle les camions Ford ont été utilisés à la fois par les Alliés et la Wehrmacht.

## Versions après guerre

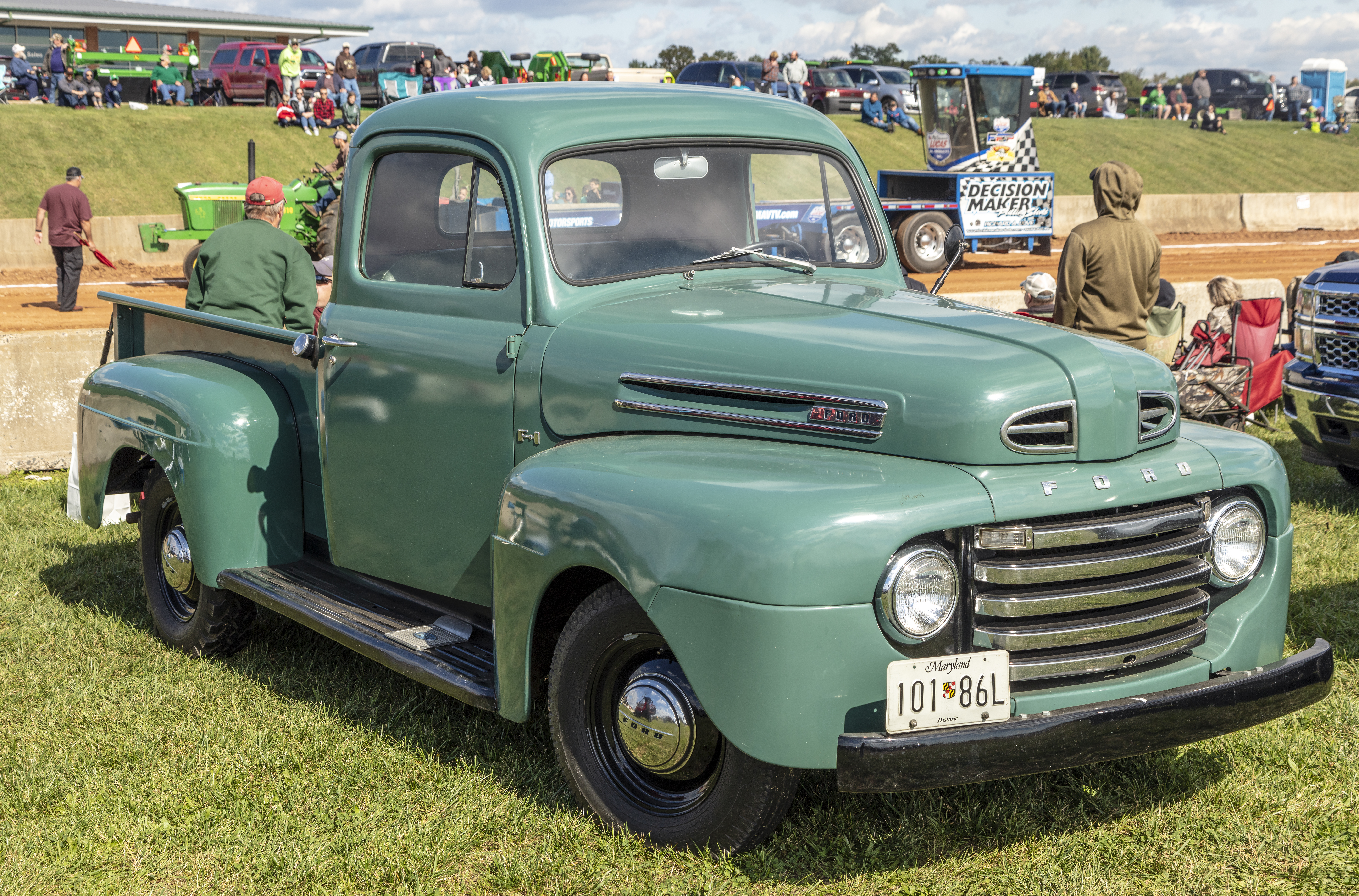
Ford série F (1948)

Malgré les restrictions imposées après la guerre, l'usine allemande Ford de Cologne va réussir à relancer la production le 4 mai 1945. En 1948, la série V-3000 a été remplacée par le Ford Rhein équipé du même moteur essence V8 avec le code type Ford G.618TS et le Ford Ruhr équipé d'un petit moteur à quatre cylindres de 3,2 litres (50 ch) avec le code type Ford G.388TD. La production aux États-Unis, au Canada et en Australie a été interrompue peu de temps après la fin de la guerre en Allemagne, la production des petites séries Ford Six et Eight se sont poursuivies jusqu'en 1947 et ont été remplacées par le Ford Série F.